# La Vie, l'Amour, les Vaches
Série
L'Or de Curly
(1994)
Pour plus de détails, voir Fiche technique et Distribution.
La Vie, l'Amour, les Vaches ou Les Apprentis Cowboys au Québec (City Slickers) est un film américain réalisé par Ron Underwood et sorti en 1991. Il met en scène Billy Crystal, Daniel Stern, Bruno Kirby et Jack Palance dans les rôle principaux. Ce dernier remporte l'Oscar du meilleur acteur dans un second rôle et Golden Globe du meilleur acteur dans un second rôle pour sa performance
Une suite, L'Or de Curly, cette fois réalisée par Paul Weiland, sort en 1994.

## Synopsis
Mitch Robbins, Phil Berquist et Ed Furillo sont trois amis presque quadragénaires. Chacun est plongé dans une crise existentielle : Mitch se sent particulièrement déprimé à propos de son boulot et de sa famille ; Phil est le gérant d'un magasin qui appartient à son beau-père et sa femme le menace de divorce avec avoir découvert sa liaison avec une employé alors qu'Ed vient d'épouser une femme qui ressemble à un mannequin et doit affronter la pression d'être papa. Après un séjour à Pampelune pour les fêtes de San Fermín, Mitch rentre à New York et rend compte qu'il s'ennuie dans la vie.
À une fête, Phil et Ed montrent à Mitch une brochure pour un séjour de deux semaines auquel ils se sont inscrits, pour conduire un troupeau de vaches dans le Midwest, du Nouveau-Mexique au Colorado. Quand les trois hommes arrivent au troupeau, ils rencontrent le patron du convoyage, Curly, qui est bourru et intimidant. Curly et Mitch finissent par se rapprocher quand ils partent regrouper le bétail errant qui s'était éparpillé quand Mitch avait déclenché une débandade générale. Mitch aide même à la naissance d'un veau qu'il appelle Norman. Mitch en vient à respecter Curly, qu'il trouve profondément fascinant et sage. Mais peu de temps après leur retour au camp, Curly meurt mystérieusement. Le cuisinier se casse une jambe, les voyous qui assistaient le patron du convoi se saoulent et abandonnent le voyage. Finalement c'est aux citadins (city slickers en anglais) de terminer ce voyage.
Mitch, Phil et Ed mènent alors le troupeau avec succès au ranch du Colorado. Là, Mitch partage avec les autres la dernière chose que Curly lui a appris : ce qui est vraiment important dans la vie est que chacun de nous trouve sa passion, son « truc ». Le retour triomphant des trois hommes est gâché quand le patron du ranch leur annonce qu'il va vendre le troupeau à l'abattoir pour un joli pactole. Mitch et ses amis protestent, mais le propriétaire ne s'émeut pas. Alors que les amis de Mitch finissent par accepter cette décision puisqu'ils pensent que cela ne dérangera pas le bétail, Mitch a l'impression qu'il a trahi la confiance des animaux et plus particulièrement quand Norman vient frotter son nez contre lui.
À la fin, Mitch trouve son « truc » alors qu'il était sur le point de se noyer dans une rivière gonflée par la pluie. Sauvé, il retourne dans sa famille et se lance dans une vie pleine de sens et avec un but. Par ailleurs, Mitch sauve Norman de l'abattoir en l'achetant et en ramenant le veau en rentrant chez lui avant de le placer dans une ferme pédagogique.

## Fiche technique
Sauf indication contraire, les informations mentionnées dans cette section peuvent être confirmées par la base de données cinématographiques IMDb,  présente dans la section « Liens externes ».
- Titre original : City Slickers
- Titre français : La Vie, l'Amour, les Vaches
- Titre québécois : Les apprentis cowboys
- Réalisation : Ron Underwood
- Scénario : Lowell Ganz et Babaloo Mandel
- Musique : Marc Shaiman
- Direction artistique : Mark Mansbridge
- Décors : Lawrence G. Paull
- Costumes : Judy Ruskin
- Production : Billy Crystal
- Société de production : Castle Rock Entertainment, Face Productions et Nelson Entertainment
- Distribution : Columbia Pictures
- Budget : 27 millions de  dollars[1]
- Pays de production :  États-Unis
- Langue originale : anglais
- Format : couleur - 1,85:1 - son Dolby
- Genre : comédie, western
- Durée : 113 minutes
- Dates de sortie : 
  - États-Unis : 7 juin 1991
  - France : 4 septembre 1991

## Distribution
- Billy Crystal (VF : Lionel Henry ; VQ : Alain Zouvi) : Mitch Robbins
- Daniel Stern (VF : Michel Dodane ; VQ : Luc Durand) : Phil Berquist
- Bruno Kirby (VF : Daniel Martin ; VQ : Guy Nadon) : Ed Furillo
- Patricia Wettig (VF : Élisabeth Wiener ; VQ : Johanne Léveillé) : Barbara Robbins
- Helen Slater (VF : Dorothée Jemma ; VQ : Claudine Chatel) : Bonnie Rayburn
- Jack Palance (VF : Georges Atlas ; VQ : Jean Fontaine) : Curly Washburn
- Noble Willingham (VF : Armand Meffre) : Clay Stone
- Tracey Walter (VF : Jean-Yves Chatelais ; VQ : Alain Gélinas) : Cookie
- Josh Mostel (VF : Roger Lumont ; VQ : Yves Massicotte) : Barry Shalowitz
- David Paymer (VF : Maurice Risch ; VQ : Luis de Cespedes) : Ira Shalowitz
- Bill Henderson (VF : Baaron ; VQ : Jean Galtier) : Ben Jessup
- Jeffrey Tambor (VF : Michel Castelain ; VQ : Jean-Marie Moncelet) : Lou
- Phill Lewis (VF : Raymond Aquilon ; VQ : Benoît Rousseau) : Steve Jessup
- Kyle Secor (VQ : Jean-Luc Montminy) : Jeff
- Yeardley Smith (VF : Joséphine Petrilli) : Nancy
- Robert Costanzo (VF : Michel Fortin) : Sal
- Lindsay Crystal (VF : Joëlle Guigui) : Holly Robbins
- Jake Gyllenhaal (VF : Boris Roatta) : Danny Robbins
- Jayne Meadows (VF : Catherine Sola) : Mme Robbins, la mère de Mitch

## Production
Le scénario est signé Lowell Ganz et Babaloo Mandel. Billy Crystal participe à l'écriture mais n'est pas crédité au générique,.
Le rôle de Phil était initialement prévu pour Rick Moranis mais il s'est retiré après avoir appris la maladie de son épouse. Il sera ainsi remplacé par Daniel Stern. Robin Williams aurait aussi été envisagé pour un rôle non précisé, mais l'acteur est engagé sur Hook ou la Revanche du capitaine Crochet de Steven Spielberg. Charles Bronson ou encore Clint Eastwood ont quant à eux refusé le rôle de Curly, pour lequel a auditionné Harvey Keitel. Christopher Lloyd a été brièvement considéré pour le rôle de Curly, mais il a décidé de faire une petite pause dans la réalisation de films après avoir le tournage simultané de Retour vers le futur 2 et Retour vers le futur 3 et ne voulait pas non plus faire une autre comédie sur le thème du western.
Ce film marque la première apparition au cinéma de Jake Gyllenhaal, alors âgé de 11 ans. Par ailleurs, la fille de Billy Crystal, Lindsay, joue le rôle de sa fille dans le film.
Le tournage a lieu de septembre à décembre 1990. Il se déroule au Nouveau-Mexique (Ghost Ranch (en) près d'Abiquiú, Nambé, Santa Clara Pueblo, Santa Fe), dans le Colorado (Durango), à New York (Roosevelt Island Tramway), en Californie (aéroport international de Los Angeles, Culver Studios, Universal Studios) ainsi qu'à Pampelune en Espagne.

## Accueil et postérité
Le film reçoit un accueil critique favorable, recueillant 90 % de critiques positives, avec une note moyenne de 7/10 et sur la base de 30 critiques collectées, sur le site agrégateur de critiques Rotten Tomatoes.
Le film connait un important succès commercial, rapportant environ 179 033 000 $ au box-office mondial, dont 124 033 000 $ en Amérique du Nord, pour un budget de 27 000 000 $. En France, il a réalisé 44 445 entrées.
L'American Film Institute classe le film à la 86e place du classement AFI's 100 Years... 100 Laughs établi en juin 2000. La chaine américaine Bravo le classe 73e des 100 meilleurs films les plus drôles.

## Distinctions principales
- Oscar du meilleur acteur dans un second rôle 1992 pour Jack Palance
- Golden Globe du meilleur acteur dans un second rôle pour Jack Palance
- Nominations au Golden Globe du meilleur film musical ou de comédie et Golden Globe du meilleur acteur dans un film musical ou une comédie pour Billy Crystal

## Suite
Une suite, intitulée L'Or de Curly (City Slickers II: The Legend of Curly's Gold), sort en 1994. La réalisation est repris par Paul Weiland. La plupart des acteurs principaux sont de retour, à l'exception de Bruno Kirby.